# Grêmio Esportivo Anápolis
Grêmio Esportivo Anápolis is een Braziliaanse voetbalclub uit Anápolis, in de deelstaat Goiás. 

## Geschiedenis
De club werd opgericht als Grêmio Esportivo Inhumense in 1999 en speelde aanvankelijk in de stad Inhumas. De club debuteerde in de Segunda Divisão, de tweede klasse van het Campeonato Goiano. Na een seizoen in de middenmoot werd de club in 2000 vicekampioen achter Vila Nova en promoveerde zo naar de hoogste klasse. 
In 2005 verhuisde de club naar Anápolis. Na een degradatie in 2006 keerde de club van 2013 tot 2015 terug naar de hoogste klasse en opnieuw in 2018. In 2021 bereikte de club de titelfinale en won deze van Vila Nova en werd zo voor het eerst staatskampioen. Hierdoor mocht de club in 2022 deelnemen aan de Copa do Brasil en Série D. 

## Erelijst
Campeonato Goiano
2021